# 莊國榮 (1960年)
莊國榮（1960年—），生於中華民國臺南市，法律學學者。現任國立政治大學公共行政學系助理教授，畢業於國立臺南第一高級中學，國立臺灣大學法律學系學士、碩士，德國慕尼黑大學法學博士。
主要研究領域為憲法和行政法，特別是經濟行政法以及大眾傳播媒體法。研究媒體多年，曾任新聞局法規委員會委員、公共電視基金會董事、中華電視公司董事、台灣智庫執行長及中華民國教育部主任秘書，莊國榮任教育部主秘時在中正紀念堂之整修更換牌匾期間擔任現場指揮，協調、調度。

## 簡歷

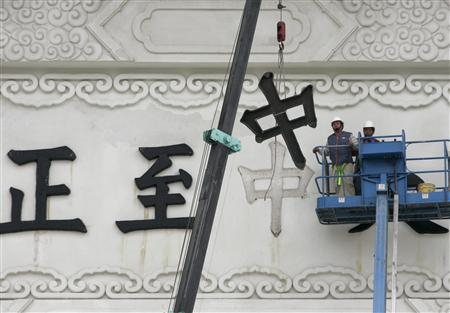
自由廣場牌樓拆除中的「大中至正」字樣

莊國榮1978年從臺南一中畢業，並於同年考取國立臺灣大學造船工程系，後來由法律學系畢業。
2007年8月受教育部部長杜正勝借調至教育部擔任主任秘書一職。2007年12月教育部執行國立臺灣民主紀念館（中正紀念堂）古蹟再利用工程時，由於教育部將園區內的「大中至正」牌樓更名為「自由廣場」，引發中央與郝龍斌市府兩造鬥法，莊國榮以主任秘書身份站在第一線指揮，並以強硬的態度與措辭，乃至情緒性字眼被媒體大肆報導。
2007年12月莊國榮的「就德國女人的觀點來看，馬英九很娘啊」言論造成社會嘩然，引起兩性專家和同性戀團體反彈。
2008年3月16日，莊國榮出席民進黨「長（謝長廷）昌（蘇貞昌）」臺中市競選總部「316擊掌逆轉勝」活動，在台上的發言「馬英九其實本人只會演戲。他除了會演戲以外，其實是個無能的人。（我）反對像馬英九這種軟弱的小孬孬，他就是會演戲而已。他的演技跟胡志強都很厲害，當個演員不錯；但是當總統，會害我們變成像西藏一樣。」「馬英九給我的感覺就像個小孬孬，一輩子可能不知道何謂guts，不知道什麼是男子氣概和魄力。他在面對中共的時候，很容易膝蓋就軟掉，就要下跪；所以臺灣選上馬英九，大家就等著像這兩天，看到西藏的情況一樣，等著被屠殺、被迫害。」諷刺馬英九父親馬鶴凌私生活：「馬英九的爸爸每天滿口仁義道德，卻跑去開查某（台語，嫖妓玩女人），乾女兒變成幹女兒啦！這種人全家都在騙人。」 引起藍營人士不滿，莊國榮當晚請辭教育部主任秘書一職，並獲得部長杜正勝立即批准。總統候選人謝長廷落敗，輿論認為莊國榮難辭其咎
2008年6月，國立政治大學校評會依《教師法》第十四條第六款「行為不檢，有損師道」之規定，決定不續聘莊國榮。依據教育人員任用條例第卅一條規定，因「行為不檢有損師道」的原因遭不續聘處分者，其他學校也不能聘用，等於宣佈莊國榮終生不得再擔任教職。當日稍晚莊國榮對此項裁定發表聲明，強調此決議違反程序，系、院級教評會並未提出「不續聘」案，卻由校教評會直接做成決議，於法不符。同時，有關言論爭議是發生在擔任教育部主任秘書的借調期間，他雖用詞不當，但不構成違法，他將透過申訴、訴願、行政訴訟提出法律救濟。此「不續聘」案引發各界關注，在歷經10天左右社會的廣泛討論政大校教評會仍維持原議，於6月27日呈報公文至教育部，並在公文中強調無意剝奪莊國榮的教育權，教育部則將依法召開「不適任教師審議小組」審查。
2008年7月，教育部以法律有瑕疵無法解聘為由，將政治大學不續聘莊國榮的案子退回。
2008年8月1日，莊國榮留任政治大學公共行政學系助理教授。
2008年10月25日，民進黨1025大遊行時，莊又回凱道發表講話，說話內容平靜。
2009年八八水災後，因為馬英九的表現與莊國榮之前的諷刺不謀而合，因此莊國榮被許多泛綠網友奉為「臺灣先知」。
2013年九月政爭，馬英九說出「媽媽支持我，媽媽也對我很有信心。」使得莊國榮先前說「讓他回去找媽媽」的話語，再次被人注意，網友狂讚莊國榮是「先知」。
2014年3月太陽花學運第10天，莊前進立法院議場內，他感謝學生對臺灣的重大影響，大讚「所有人都在寫歷史，捍衛臺灣的程序正義！」。
2014年11月29日九合一選舉，國民黨因選舉慘敗，作為國民黨主席及中華民國總統的馬英九沒有下台而行政院長江宜樺卻為此下台，被轟「黨國不分」，網友更找出莊國榮曾在3月太陽花學運時期進入立法院內對學生演講，其中他提到，到跨年時「江宜樺已經垮台了，所以你們應該不用撐那麼久(影片 5分1秒處)。」未料半年後，江宜樺真的在跨年前因敗選而自請下台，莊國榮之名再次充斥輿論，甚至被稱為「先知」。

## 軼聞
莊國榮曾在第十二任總統選舉的造勢場合時，辱罵馬英九而遭當時輿論抨擊。但因八八水災，馬團隊執政表現失當，莊始被網友譽為先知。
歷廣大興28號事件、洪仲丘事件、九月政爭、太陽花學運、江宜樺等。2014年3月，莊國榮呼籲馬英九「放下與財團之間的複雜關係」，隨即爆發頂新等一系列政治獻金案，網友們亦多次將「先知」一詞提出。
莊國榮認為十二年國民基本教育失敗的原因之一是所託非人，教育部長杜正勝被馬政府解凍、推動十二年國教。

## 著作
- 莊國榮，1986，稅捐法上行政規則之研究。台北：國立臺灣大學法津學研究所碩士論文。
- Chuang, Kuo-Jung. 1999. Zur Frage der Organisation und Legitimation der rundfunkrechtlichen Kontrollorgane. Muenchen: Herbert Utz Verlag.（德國慕尼黑大學博士論文）
- 莊國榮，2002，媒體、電信及資訊產業的匯流與管制（行政院國家科學委員會專題研究計畫成果報告）。台北：國立政治大學公共行政學系。
- 莊國榮，2004，電視產業集中化之管制（行政院國家科學委員會專題研究計畫成果報告）。台北：國立政治大學公共行政學系。
- 莊國榮，2005，通訊傳播法規整合之研究（行政院國家科學委員會專題研究計畫成果報告）。台北：國立政治大學公共行政學系。
- 莊國榮，2013，行政法。新北市：元照出版有限公司。

## 外部連結
- 國立政治大學公共行政學系：莊國榮履歷
- 遇見˙莊國榮  痞客邦 （页面存档备份，存于）
- 莊國榮粗話一刀未剪未消音版 （页面存档备份，存于）.n143376.2008-03-16
- 台灣壹週刊355期封面故事：「翁女前夫控訴：馬父毀我婚姻 性醜聞衝擊大選」 （页面存档备份，存于）.綠光花園 & larseaㄟ股票投資分享  隨意窩 Xuite日誌.2008-03-19